# Episodi di Summer Dreams (seconda stagione)
La seconda stagione di Summer Dreams è stata trasmessa in Italia su Italia 1, dal 12 al 29 agosto 2008, con due episodi giornalieri comprensivi di alcuni tagli e censure che ne hanno, talvolta, reso difficile la comprensione. La serie è stata trasmessa per la prima volta in versione integrale su Mya di Mediaset Premium dall'11 al 27 agosto 2009, con due episodi a serata.
| nº | Titolo originale | Titolo italiano          | Prima TV Francia | Prima TV Italia |
| -- | ---------------- | ------------------------ | ---------------- | --------------- |
| 1  | Episode 1        | Una nuova estate         |                  | 12 agosto 2008  |
| 2  | Episode 2        | Perdersi                 |                  | 12 agosto 2008  |
| 3  | Episode 3        | La salvatrice            |                  | 13 agosto 2008  |
| 4  | Episode 4        | Il topo di campagna      |                  | 13 agosto 2008  |
| 5  | Episode 5        | Matteo trova lavoro      |                  | 14 agosto 2008  |
| 6  | Episode 6        | Galeotto fu il dodo      |                  | 14 agosto 2008  |
| 7  | Episode 7        | Gelosia...               |                  | 18 agosto 2008  |
| 8  | Episode 8        | Top Model                |                  | 18 agosto 2008  |
| 9  | Episode 9        | Sfide                    |                  | 19 agosto 2008  |
| 10 | Episode 10       | Un brutto scherzo        |                  | 19 agosto 2008  |
| 11 | Episode 11       | Quando la coppia scoppia |                  | 20 agosto 2008  |
| 12 | Episode 12       | Il segreto di Sharon     |                  | 20 agosto 2008  |
| 13 | Episode 13       | Turbamenti               |                  | 21 agosto 2008  |
| 14 | Episode 14       | Tutti pazzi per Daphne   |                  | 21 agosto 2008  |
| 15 | Episode 15       | Lezione d'amore          |                  | 22 agosto 2008  |
| 16 | Episode 16       | Cambio vita              |                  | 22 agosto 2008  |
| 17 | Episode 17       | Daphne al bivio          |                  | 25 agosto 2008  |
| 18 | Episode 18       | Doppio gioco             |                  | 25 agosto 2008  |
| 19 | Episode 19       | Padri e figli            |                  | 26 agosto 2008  |
| 20 | Episode 20       | Capirsi                  |                  | 26 agosto 2008  |
| 21 | Episode 21       | Il coraggio di cambiare  |                  | 27 agosto 2008  |
| 22 | Episode 22       | Il grande salto          |                  | 27 agosto 2008  |
| 23 | Episode 23       | Un segnale forte         |                  | 28 agosto 2008  |
| 24 | Episode 24       | Aspettando... il cuore   |                  | 28 agosto 2008  |
| 25 | Episode 25       | L'amore è più forte      |                  | 29 agosto 2008  |
| 26 | Episode 26       | Onde positive            |                  | 29 agosto 2008  |